# John Behr
John Behr (16 ottobre 1966) è un presbitero e teologo britannico di fede ortodossa.
Ordinato diacono l'8 settembre 2001, sette giorni più tardi ricevette l'ordinazione sacerdotale.
Nel 2007 fu eletto decano del seminario teologico ortodosso di San Vladimir di Crestwood, a Yonkers, nello Stato di New York. Curatore della collana patristica pubblicata dalla St. Vladimir's Press, dieci anni più tardi, divenne il coordinatore del corso di laurea in teologia e docente di patristica nella cattedra che porta il nome del patrologo Georges Florovsky.

## Biografia

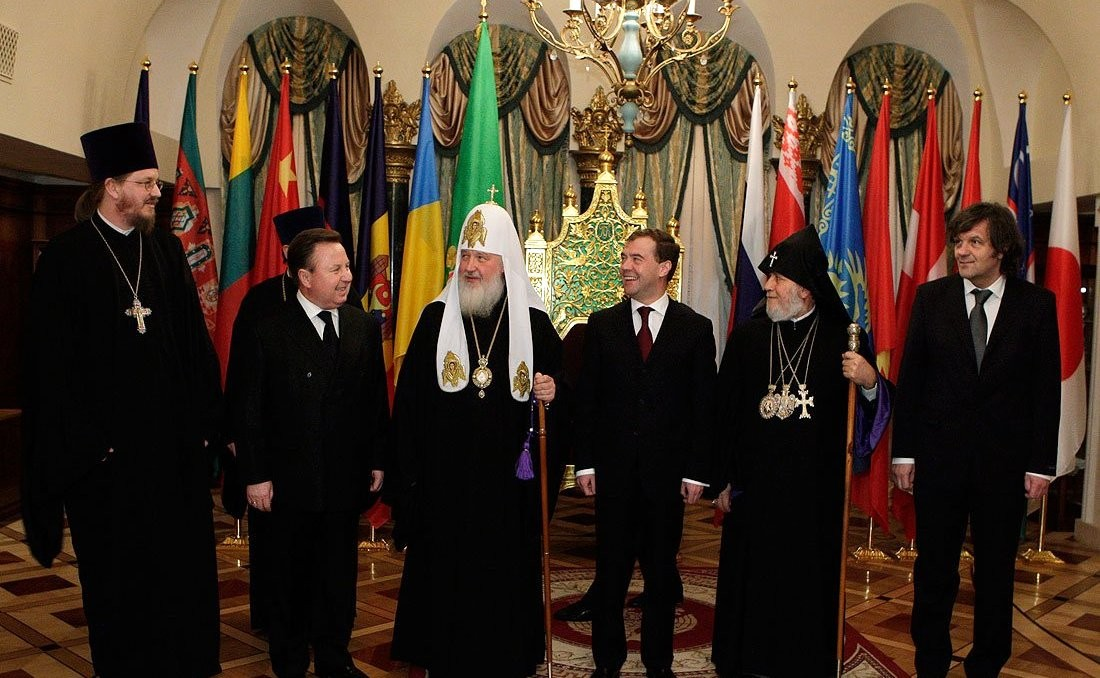
Behr (a sinistra) al premio della Fondazione Internazionale per l'Unità della Nazioni Cristiane Ortodosse

Nel 1987 conseguì il Bachelor of Arts all'Università di Greenwich con una dissertazione intitolata Of God, Man, and Creation: A Comparative Study of the Anthropology of the Greek Fathers and Emmanuel Levinas ("Su Dio, uomo e la creazione: uno studio comparato sull'antropologia dei padri greci e di Emmanuel Lévinas".
Sotto la direzione spirituale del vescovo Kallistos, nel'91 completò il Master of Philosophy e, quaatro anni più tardi, il dottorato in teologia all'Università di Oxford. Estratti della tesi di laurea Sexuality, Marriage, and Asceticism in Second-Century Christian Writings ("Sessualità, matrimonio e ascetismo negli scritti cristiani del II secolo"), si possono rinvenire nella dissertazione di dottorato Asceticism and Anthropology in Irenaeus and Clement. Behr completò un Master in Teologia da San Vladimir nel 1997. La sua tesi, una critica testuale riguardo alla predicazione apostolica di sant'Ireneo di Lione, fu successivamente pubblicata dalla St. Vladimir's Seminary Press.
John Behr è lettore alla facoltà teologica della Fordham University, professore di teologia storica al seminario teologico di Nashotah House, lettore aggiunto e docente del St. Athanasius College di Melbourne, specializzato nello studio della Chiesa Ortodossa Copta. A settembre del 2019 è stato nominato professore di teologia alla Facoltà di teologia, storia e filosofia dell'Università di Aberdeen.

## Opere

### The Way to Nicaea
La prima opera più nota di Behr, pubblicata nel 2001, segue la riflessione della comunità cristiana a partire dal Cristo scritturale fino al Concilio di Antiochia. Questo primo di tre volumi consiste principalmente nell'esame di alcuni teologi: Ignazio, Giustino martire, Ireneo di Lione, Ippolito di Roma, comprendendo anche le controversie di Roma, Origene, Paolo di Samosata e il Concilio di Antiochia. Nel suo secondo volume, Behr fornisce un coinciso profilo biografico di ciascuno, prima di concentrarsi sulle loro opere e le rispettive controversie delle quali furono protagonisti.
Behr non realizza né una storia completa della teologia né un compendio della dottrina cristiana, presentando invece i dibattiti teologici e le riflessioni che condussero al Primo Concilio di Nicea.

Secondo Behr, la storia del II secolo costituisce un bagaglio culturale necessario non solo per comprendere i successivi dibattiti teologici, ma anche cruciale per comprendere i confini che identificano Gesù Cristo, rispondendo alla Sua domanda evangelica posta a Pietro: "Chi dici che io sia?".
L'Incarnazione non è un inizio, ma la ricapitolazione in Cristo crocifisso e risorto del Verbo di Dio, che è Cristo stesso, precedentemente rivelato dallo Spirito Santo Dio per tramite dei profeti, degli apostoli e della storia d'Israele. Gesù Cristo crocifisso e risorto ha reso visibile e comprensibile il Padre che vive invisibile e incomprensibile nei cieli, e la Sua Parola del Padre Dio immersa e nascosta nella Sacra Scrittura.

Lui che era, che viene, che è, attraverso la continua contemplazione e l'immersione nella Scrittura, la devozione e la morte nel suo Nome, consente all'apostolo fedele di partecipare alla pienezza del Dio nel suo Regno.

### The Nicene Faith
Pubblicato nel 2004, The Nicene Faith esamina la riflessione teologica del IV secolo, a partire dai dibattiti che precedettero il Concilio di Nicea e che furono risolti dal Concilio di Costantinopoli. Viene esaminata la teologia di Atanasio, Basilio di Cesarea, Gregorio di Nazianzo e Gregorio di Nissa. Atanasio e i Cappadociani forniscono il contesto adeguato in cui i due Credi possono essere correttamente compresi.
Nella prefazione Beher afferma che la comprensione del significato originale di "ortodossia", "incarnazione" e "Trinità", è chiarito e allo stesso tempo ostacolato da 1.600 anni di riflessione teologica successiva. Nella Passione e nella Croce si rivela l'umanità del servitore di Dio, che tre giorni dopo la morte corporale, risuscita sé stesso nel proprio corpo umano e divino precedente la morte, dimostrando la propria divinità ed uguaglianza a Dio Padre e allo Spirito Santo Dio.

La fede nicena è, quindi, una particolare confessione, che rivela l'onnipotenza di Dio, riguardo a Gesù Cristo e allo Spirito Santo che rivelano Dio come il Padre.

### The Mystery of Christ
The Mystery of Christ è una presentazione sistematica della teologia emersa dai primi due volumi di Behr, The Way to Nicaea e The Nicene Faith. Fornisce una visione della teologia cristiana che sfida il lettore a ripensare il moderno approccio storicistico alla teologia, una disciplina che è diventata sempre più frammentata nel suo studio.
L'Antico Testamento, precedentemente visto come una collezione di libri storici, viene rivelato come una narrazione di immagini, che ha il suo punto di partenza nell'evento reale della Passione. Il volume spiega come sia stato smarrito il contesto storico e l'articolazione esegetica nei quali si formarono le conquiste dottrinali dei primi quattro secoli, in particolare la genesi della teologia trinitaria e della cristologia dei primi quattro secoli.
Spiega la personalità della Vergine Maria come emerge dai Vangeli e dai testi liturgici, e l'Incarnazione che rivela il corpo del cristiano come strumento della glorificazione terrena di Dio.
Infine, muove una critica alla teologia moderna, che ha abbandonato i metodi esegetici che produssero la dottrina cristiana elaborata nei primi quattro secoli. La teologia opera all'interno di una moderna cornice storica lineare e tripartita, che racconta l'interazione tra Dio, Amore e Trinità, con il mondo: dalla Creazione alla caduta dell'Eden; l'inizio dell'età di Cristo: dalla rivelazione del Logos pre-incarnato che viene visto e parla ad Abramo, a Mosè sul Sinai e ai Profeti, a tutta la missione terrena di Cristo fino all'Ascensione alla destra del Padre; una terza epoca dello Spirito Santo Dio che inizia con la Pentecoste e termina con la riconsegna del Regno terreno di Dio al Giudice Supremo e al Padre.

Quest'impostazione ricerca la verità nella storia e presenta i fatti come sono realmente avvenute in un modo neutrale, ma dimentica costantemente il movimento inverso, quello di ricapitolare tutto in Cristo, partendo dalla Resurrezione di Gesù e dalla manifestazione presente e personale del Suo Spirito per gettare luce su tutto l'essere, dalla creazione al momento attuale. Deprivata di questa interpretazione e di questo discernimento, la teologia modernista si sarebbe trasformata in una lega di verità metafisica e di mitologia.